# Бета-розщеплення
β-розщеплення, Бета-розщеплення (рос. β-расщепление, англ. β-cleavage) — у мас-спектрометрії — розрив хімічного зв'язку, що знаходиться через один зв'язок від гетероатома чи функційної групи, в результаті чого утворюється радикал або йон.